# Darfur-Feldzug
Der Darfur-Feldzug bezieht sich auf den Kriegsschauplatz in den anhaltenden Kämpfen im Sudan 2023, welcher fünf Bundesstaaten in der Region Darfur betrifft, nämlich Dschanub Darfur, Scharq Darfur, Schamal Darfur, Wasat Darfur und Gharb Darfur. Am 15. April 2023 begann die Offensive hauptsächlich in Gharb Darfur, als die RSF-Streitkräfte al-Dschunaina eroberten, nachdem sich die Spannungen zwischen den Streitkräften und der Regierung in den Tagen zuvor verschärft hatten.
Ein herausragendes Ereignis dieser Offensive war die Schlacht um al-Dschunaina, die zwischen den Streitkräften der RSF und der SAF ausgetragen wurde und schätzungsweise 200 Zivilisten das Leben kostete. Die Schlacht endete am 1. und 2. Mai 2023 mit einem Sieg der RSF.

## Überblick über den Krieg
Am 15. April 2023 in den frühen Morgenstunden starteten Aufständische eine Reihe von Angriffen auf wichtige Gebäude in Khartum, insbesondere auf den internationalen Flughafen der Stadt. Während des Angriffs auf den Flughafen griffen die Rapid Support Forces (RSF) ein saudisches Flugzeug an, das gerade am Flughafen angekommen war. Berichten zufolge wurden jedoch keine Passagiere oder Crewmitglieder verletzt. Es kam zu Kämpfen um den Präsidentenpalast und die Residenz des ehemaligen sudanesischen Präsidenten Umar al-Baschir. Die RSF griffen auch einen Militärstützpunkt an. Auf Facebook Live und Twitter dokumentierten Nutzer, wie die sudanesische Luftwaffe über der Stadt flog und RSF-Ziele angriff.

## Ursprung in Darfur
Die Konflikte im Sudan haben eine lange Geschichte geprägt von ausländischen Invasionen, Widerstandsbewegungen, ethnischen und religiösen Spannungen sowie dem Wettstreit um Ressourcen. In der modernen Geschichte des Landes sind zwei Bürgerkriege zwischen der Zentralregierung und den südlichen Regionen zu verzeichnen, in denen 1,5 Millionen Menschen ums Leben kamen. Darüber hinaus führte ein anhaltender Konflikt in der westlichen Region Darfur dazu, dass zwei Millionen Menschen vertrieben wurden und über 200.000 ihr Leben verloren.
Seit der Unabhängigkeit im Jahr 1956 hat der Sudan mehr als fünfzehn Militärputsche erlebt und war größtenteils von Militärregimen regiert, mit nur wenigen kurzen Phasen demokratischer ziviler Herrschaft.
Der ehemalige Präsident und Militärmachthaber Umar al-Baschir war maßgeblich an der Gewalt in der Region Darfur beteiligt. Unter seiner Führung wurden staatlich geförderte Gewalt und Kriegsverbrechen verübt, die zu Anklagen wegen Völkermords führten. In der Anfangsphase des Darfur-Konflikts wurden etwa 300.000 Menschen getötet und 2,7 Millionen gewaltsam vertrieben. Die Intensität der Gewalt hat sich später verringert.
Zu den Schlüsselfiguren des Darfur-Konflikts gehörte auch Mohamed Hamdan Daglo, ein Warlord, der die Rapid Support Forces (RSF) befehligte. Die RSF entstanden aus den Dschandschawid, einer Sammlung arabischer Milizen, die von Kamelhandelsstämmen aus Darfur und Teilen des Tschad aktiv unterstützt wurden.

## Offensive Schlachten

### Al-Dschunaina
Am 15. April 2023 wurde al-Dschunaina, die Hauptstadt von Gharb Darfur, von RSF-Kräften besetzt und eingenommen, ohne dass es zu vielen Schlachten kam, außer einer am Flughafen von al-Dschunaina. Die Besetzung der Stadt dauerte bis zum 25. April 2023 an, als Berichten zufolge ein „tödlicher“ Kampf um die Stadt wieder aufgenommen wurde. Am Ende des Kampfes wurden über 200 Tote bestätigt, wobei die Zahl der Soldaten und Zivilisten vermutlich viel höher lag. Die Schlacht endete schließlich am 2. Mai 2023, als bestätigt wurde, dass die RSF-Streitkräfte al-Dschunaina erobert hatten. Die RSF eroberte auch mehrere Gebiete in der Provinz zurück.

### Nyala
Am 20. April 2023 wurde bestätigt, dass die Hauptstadt von Dschanub Darfur, Nyala, von den RSF-Truppen eingenommen wurde. Die Stadt hatte eine wichtige strategische Bedeutung für die Einnahme von Darfur und war seit Beginn des Konflikts Schauplatz schwerer Kämpfe. Berichten zufolge wurden am 17. April 2023 Zivilisten aufgrund tödlicher Kriegsführung und Plünderungen aus Wohnvierteln und Straßen evakuiert, wo Kämpfe stattfanden. Gleichzeitig meldeten Krankenhäuser in Nyala einen Anstieg schwer verletzter Zivilisten.

### Kabkabiya
Einen Tag nach Ausbruch des Konflikts wurde Kabkabiya nach schweren Kämpfen im Bezirk, schnell von der 21. Brigade der RSF erobert, wobei eine unbekannte Anzahl von Opfern zu beklagen war. Der Anführer der RSF verkündete im Fernsehen die Einnahme des Bezirks.